# Kerámion
Kerámion är en ort i Grekland.   Den ligger i prefekturen Nomós Lésvou och regionen Nordegeiska öarna, i den östra delen av landet, 250 km nordost om huvudstaden Aten. Kerámion ligger 7 meter över havet och antalet invånare är 584. Den ligger på ön Lesbos.
Terrängen runt Kerámion är kuperad åt nordväst, men åt sydost är den platt. Havet är nära Kerámion söderut. Runt Kerámion är det ganska glesbefolkat, med 27 invånare per kvadratkilometer. Närmaste större samhälle är Kalloní, 1,8 km norr om Kerámion. 